# Council City and Solomon River Railroad
Die Council City and Solomon River Railroad (CCSR) ist eine ehemalige Eisenbahngesellschaft in Alaska (Vereinigte Staaten). Sie bestand als eigenständige Gesellschaft von 1902 bis 1907. Die Bahngesellschaft wurde am 27. März 1902 in New Jersey gegründet. Im September 1902 begannen die Planungen für eine etwa 217 Kilometer lange normalspurige Eisenbahn, die von Dickson an der Mündung des Solomon River an den Minen bei Council City vorbei bis nach Candle führen und damit die gesamte Seward-Halbinsel durchqueren sollte. Der Bau begann noch im gleichen Jahr, die ersten Lokomotiven und Wagen wurden 1903 angeliefert. Die Lokomotiven wurden gebraucht von der New York Elevated Railroad gekauft.
Am 2. September 1903 ging der erste 16 Kilometer lange Abschnitt bis kurz vor Big Hurrah in Betrieb, der im Personen- und Güterverkehr betrieben wurde. In Dickson entstand ein dreistöckiges Bahnhofsgebäude, das auch die Hauptverwaltung der Bahngesellschaft beherbergte. 1904 wurden lediglich 300 Meter Gleis gebaut und ein Kutschendienst vom Endpunkt der Bahn nach Council City eingerichtet. 1905 wurde eine 282 Meter lange Brücke über den Solomon River gebaut und die Strecke bis über diese Brücke verlängert, sodass die Gesamtlänge der Strecke nun 21 Kilometer betrug. Am 19. September 1906 waren etwa 56 Kilometer Strecke von Dickson bis Penelope Creek fertiggestellt und wurden im Personen- und Güterverkehr betrieben.
Der Fahrplan vom 15. Juli 1907 sah einen täglichen Personenzug nach East Fork vor, der eine Stunde für die Strecke benötigte. Zweimal in der Woche verkehrte der Zug weiter bis Penelope Creek mit einer Gesamtfahrzeit von drei Stunden.
1907 wurde der Bau jedoch aus Mangel an Baumaterial und Geld unterbrochen und die bestehende Bahn im Herbst des Jahres stillgelegt. Die drei Lokomotiven, zwei Personenwagen und 17 Güterwagen verblieben in Dickson und können dort noch heute als „The Last Train to Nowhere“ (der letzte Zug ins Nirgendwo) besichtigt werden.